# Cantón de Barbezieux-Saint-Hilaire
El cantón de Barbezieux-Saint-Hilaire era una división administrativa francesa, que estaba situada en el departamento de Charente y la región de Poitou-Charentes.

## Composición
El cantón estaba formado por diecisiete comunas:
- Angeduc
- Barbezieux-Saint-Hilaire
- Barret
- Berneuil
- Brie-sous-Barbezieux
- Challignac
- Guimps
- Lachaise
- Ladiville
- Lagarde-sur-le-Né
- Montchaude
- Saint-Aulais-la-Chapelle
- Saint-Bonnet
- Saint-Palais-du-Né
- Saint-Médard
- Salles-de-Barbezieux
- Vignolles

## Supresión del cantón de Barbezieux-Saint-Hilaire
En aplicación del Decreto n.º 2014-195 de 20 de febrero de 2014, el cantón de Barbezieux-Saint-Hilaire fue suprimido el 22 de marzo de 2015 y sus 17 comunas pasaron a formar parte del nuevo cantón de Charente-Sur.